# Dieta sense gluten
Una dieta sense gluten (DSG) és una dieta que exclou estrictament el gluten, que és una barreja de proteïnes que es troben al blat (i a totes les seves espècies i híbrids, com l'espelta, el blat kamut i el triticale), així com l'ordi, el sègol i la civada. La inclusió de civada en una dieta sense gluten continua sent controvertida i pot dependre del cultiu de civada i de la freqüent contaminació creuada amb altres cereals que contenen gluten.
El gluten pot causar símptomes tant gastrointestinals com sistèmics en aquells amb trastorns relacionats amb el gluten, inclosa la malaltia celíaca, la sensibilitat al gluten no celíaca (SGNC), l'atàxia per gluten, la dermatitis herpetiforme (DH) i l'al·lèrgia al blat. En aquestes persones, la dieta sense gluten es demostra com un tractament eficaç, però diversos estudis demostren que aproximadament el 79% de les persones celíaques tenen una recuperació incompleta de l'intestí prim, tot i dieta estricta sense gluten. Això es deu principalment a la ingestió involuntària de gluten. Les persones amb una educació bàsica deficient i que comprenen una dieta sense gluten sovint creuen que segueixen estrictament la dieta, però cometen errors regularment.
A més, una dieta sense gluten pot millorar, en almenys alguns casos, símptomes gastrointestinals o sistèmics en malalties com la síndrome de l'intestí irritable, l'artritis reumatoide, l'esclerosi múltiple o l'enteropatia del VIH, entre d'altres. Les dietes sense gluten també s'han promogut com a tractament alternatiu de les persones amb autisme, però l'evidència actual de la seva eficàcia per fer qualsevol canvi en els símptomes de l'autisme és limitada i feble.
Les proteïnes del gluten tenen un baix valor nutricional i biològic i els grans que contenen gluten no són essencials en la dieta humana. No obstant això, una selecció desequilibrada d'aliments i una tria incorrecta de productes de reemplaçament sense gluten poden provocar deficiències nutricionals. La substitució de la farina del blat o d'altres cereals que contenen gluten per farines sense gluten de productes comercials pot comportar una ingesta inferior de nutrients importants, com el ferro i les vitamines del grup B. Alguns productes de reemplaçament comercials sense gluten no s'enriqueixen ni s'enriqueixen com els seus homòlegs que contenen gluten i sovint tenen un contingut més gran en lípids/carbohidrats. Els nens sovint consumeixen excessivament aquests productes, com ara aperitius i galetes. Les complicacions nutricionals es poden prevenir mitjançant una educació dietètica correcta.
Una dieta sense gluten s'ha de basar principalment en aliments naturals sense gluten amb un bon equilibri de micro i macronutrients: carn, peix, ous, llet i productes lactis, llegums, fruits secs, fruites, verdures, patates, arròs i blat de moro. són components adequats d'aquesta dieta. Si s'utilitzen productes de substitució preparats comercialment sense gluten, és preferible triar els que s'enriqueixin amb vitamines i minerals. Els pseudocereals (quinoa, amarant i fajol) i alguns cereals menors són alternatives saludables a aquests productes preparats i tenen un alt valor biològic i nutricional. A més, contenen proteïnes de major qualitat nutritiva que les del blat i en quantitats més grans.